# ゾキサゾラミン
ゾキサゾラミン（英：Zoxazolamine（INN、USAN、BAN））（商品名：Contrazole、Deflexol、Flexin、Miazol、Uri-Boi、Zoxamine、Zoxine）は、現在は販売されていない筋弛緩薬である。1953年に合成され、1955年に臨床導入されたが、肝毒性のため中止された。その活性代謝物のひとつであるクロルゾキサゾンは毒性が低いことがわかり、その後ゾキサゾラミンの代わりに販売されるようになった。これらの薬剤はIKCa channelsを活性化する。